# 六棱菊属
六棱菊属（学名：Laggera）是菊科下的一个属，为一年生或多年生草本植物。该属共有约20种，分布于热带非洲及亚洲。